# Bocca Tigris
La Bocca Tigris, también conocida como Humen o Bogue, es un angosto estrecho en el delta del Río de las Perlas que separa Shiziyang en el norte y Lingdingyang en el sur, cerca de Humen Town en la provincia de Cantón de China. Es el lugar donde el río de las Perlas desemboca en el mar de China Meridional. Contiene el Puerto de Humen en la ciudad de Humen.  
El estrecho está formado por las islas de Chuenpi (穿鼻, pChuanbi) y Anunghoy (阿娘鞋, p Aniangxie). La Bocca Tigris es también llamada Weiyuan (威远) en el lado oriental, y Taikoktow (大角头, p Dajiaotou) en el lado occidental. Desde 1997, el estrecho está atravesado por el puente de Humen. 

## Etimología
El latinajo Bocca Tigris deriva del término portugués Boca do Tigre, que a su vez es un calco del nombre chino del estrecho, 虎門, que significa literalmente "La Puerta del Tigre". Similarmente, el nombre Bogue es una corrupción inglesa del portugués Boca. Las cartas de navegación previas al siglo XVIII, habitualmente escritas en latín, siempre se referían al estrecho como Bocca Tigris, y este término se convirtió en habitual entre los comerciantes occidentales que visitaban China. El término Humen es el nombre del estrecho en chino mandarín, a su vez un calco del nombre del estrecho en cantónes, Fumun, que significa Puerta del Tigre.
El nombre "Puerta del Tigre" deriva de la isla del Tigre, una isla situada a unos 3,2 km (2 mi) aguas arriba en medio del estrecho, que tiene forma de tigre agazapado o, al menos, de una cabeza de tigre en su lado oriental.  El comodoro estadounidense Matthew Perry, que posteriormente desempeñó un papel destacado en la apertura de Japón a Occidente, señaló que: "Aunque el parecido no es al principio muy llamativo, se hace bastante evidente después de examinarlo".

## Historia

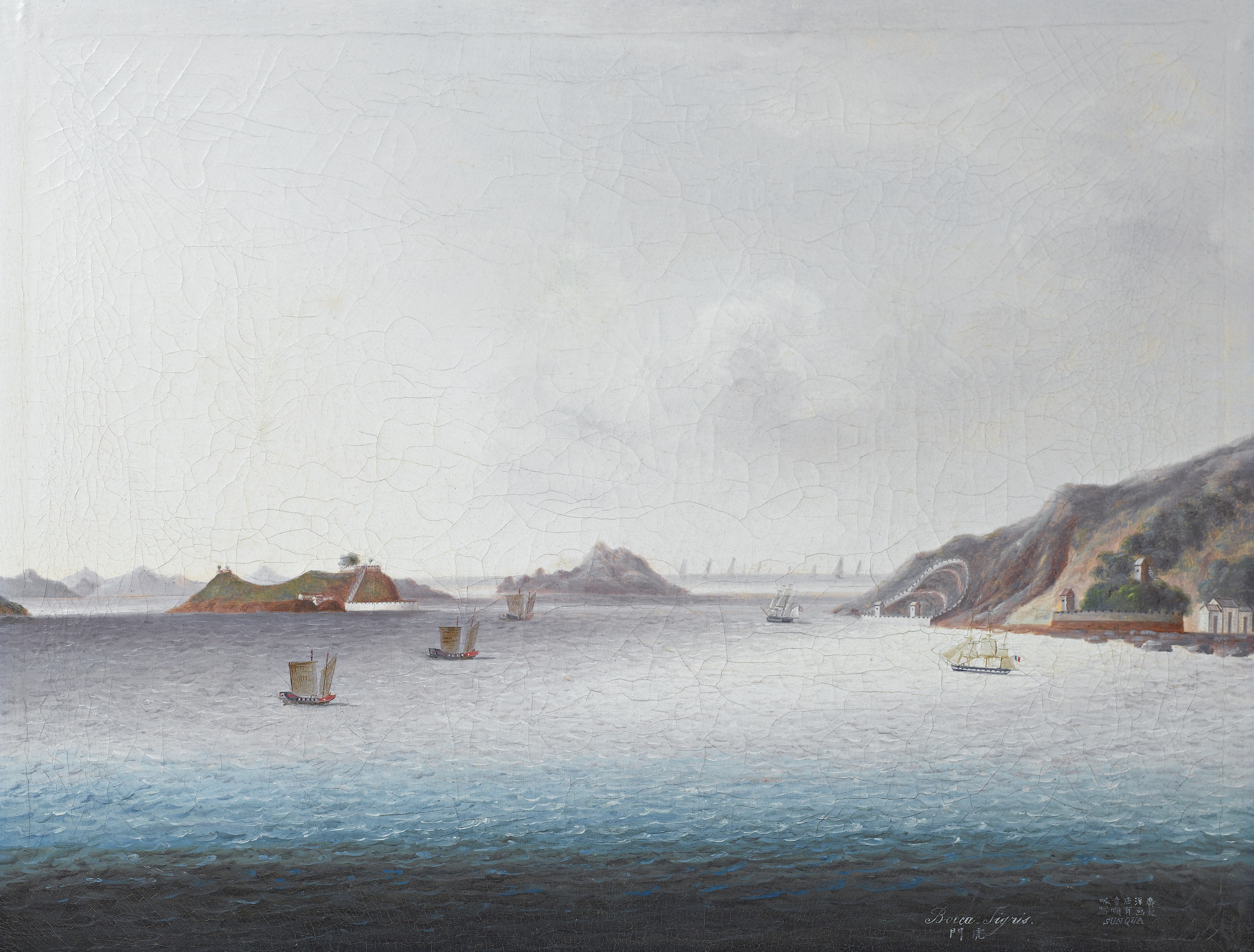
Pintura con la inscripción Bocca Tigris del pintor chino Sunqua, c. 1830

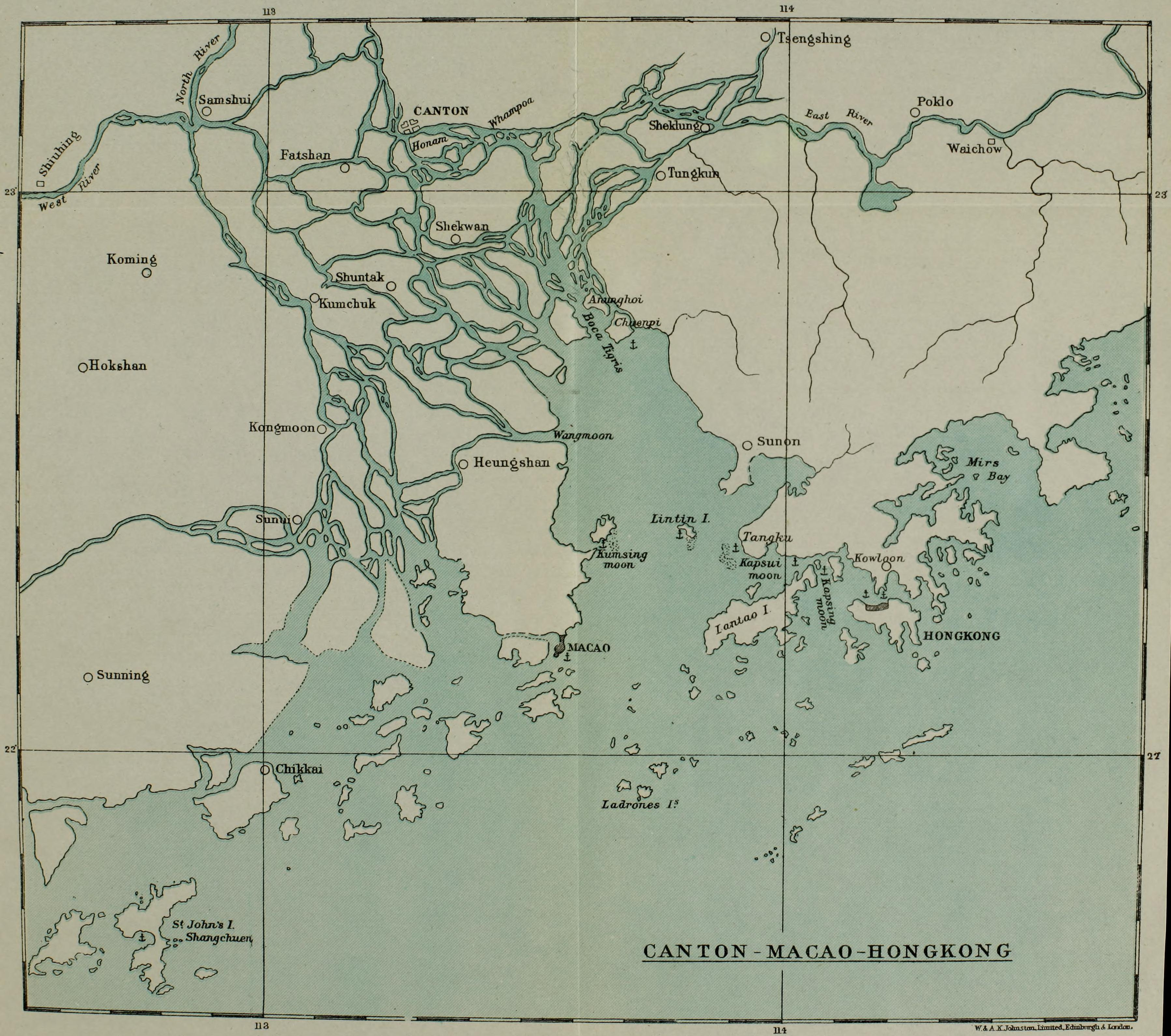
Mapa inglés del Pearl River Delta, mostrando el Humen como la "Boca Tigris"

Debido a su situación estratégica como puerta de entrada naval a la ciudad de Guangzhou (Cantón), el estrecho fue fuertemente fortificado durante la dinastía Qing. Estaba defendido por ocho fuertes: Shakok (Shajiao), Taikok (Dajiao), Wangtung (Hengdang), Yung-an (Yong'an), Kung-ku (Gonggu), Chen-yuan (Zhenyuan), Ching-yuan (Jingyuan) y Wei-yuan.
Como entrada fluvial a Cantón, la Bocca Tigris se convirtió en uno de los estrechos más importantes del comercio mundial, y en testigo de numerosos enfrentamientos bélicos a lo largo del siglo XIX. Entre septiembre de 1809 y enero de 1810, los barcos de la marina portuguesa con base en Macau derrotaron a un grupo de piratas chinos en la Batalla de la Boca del Tigre.
La primera gran batalla de la primera guerra del Opio entre el Reino Unido y China se produjo en la entrada de la Bocca Tigris en la Primera Batalla de Chuenpi el 3 de noviembre de 1839. Los británicos capturaron los fuertes de Bogue en la Segunda Batalla de Chuenpi el 7 de enero de 1841 y en la Batalla de Bogue del 23 al 26 de febrero. Los fuertes fueron capturados de nuevo el 2 de abril de 1847 durante la Expedición británica a Cantón. En la segunda guerra del Opio, los británicos recapturaron los fuertes en la Batalla del Bogue de 1856 el 12 y 13 de noviembre.

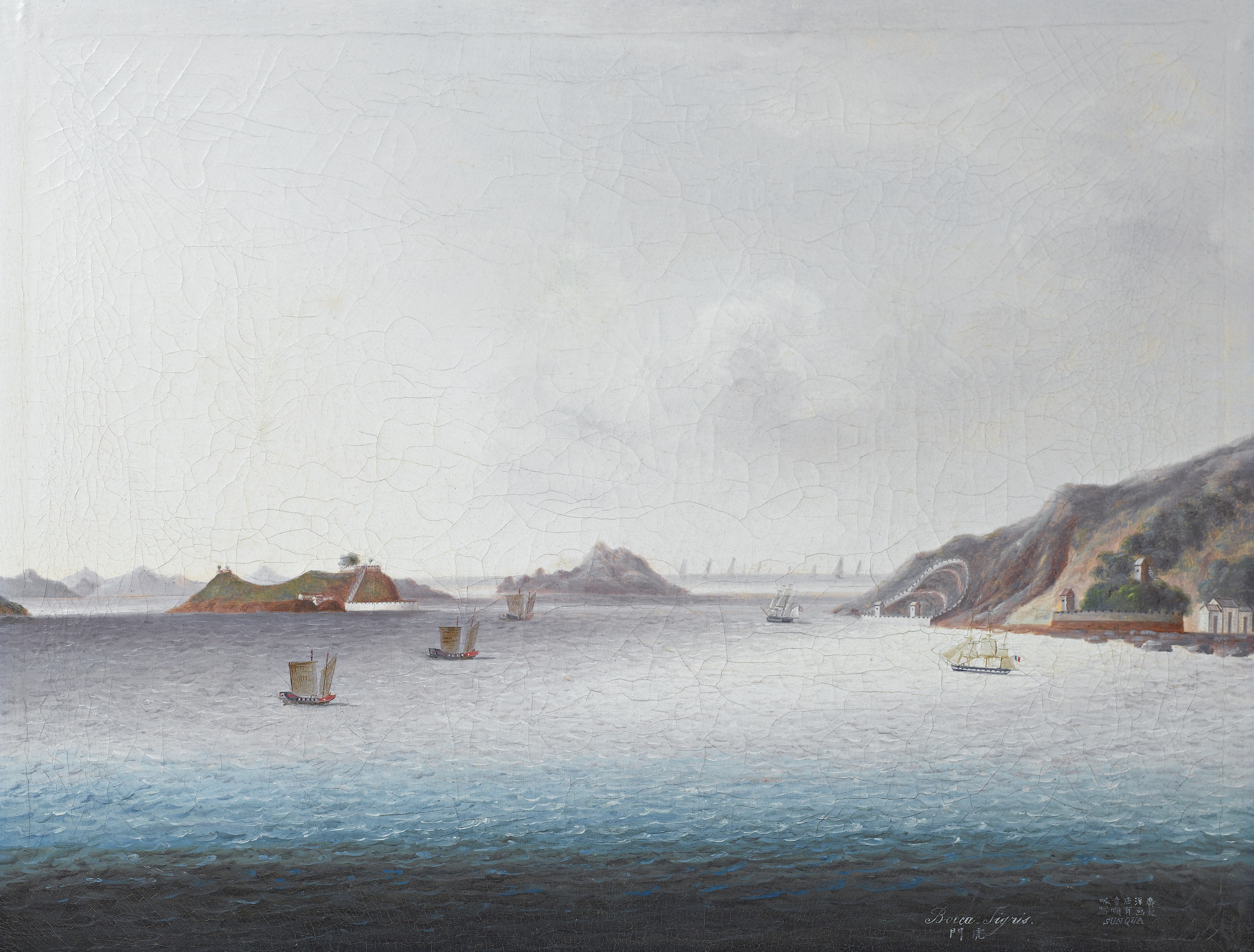
Mapa del Bocca Tigris por el pintor chino Sunqua, c. 1830.

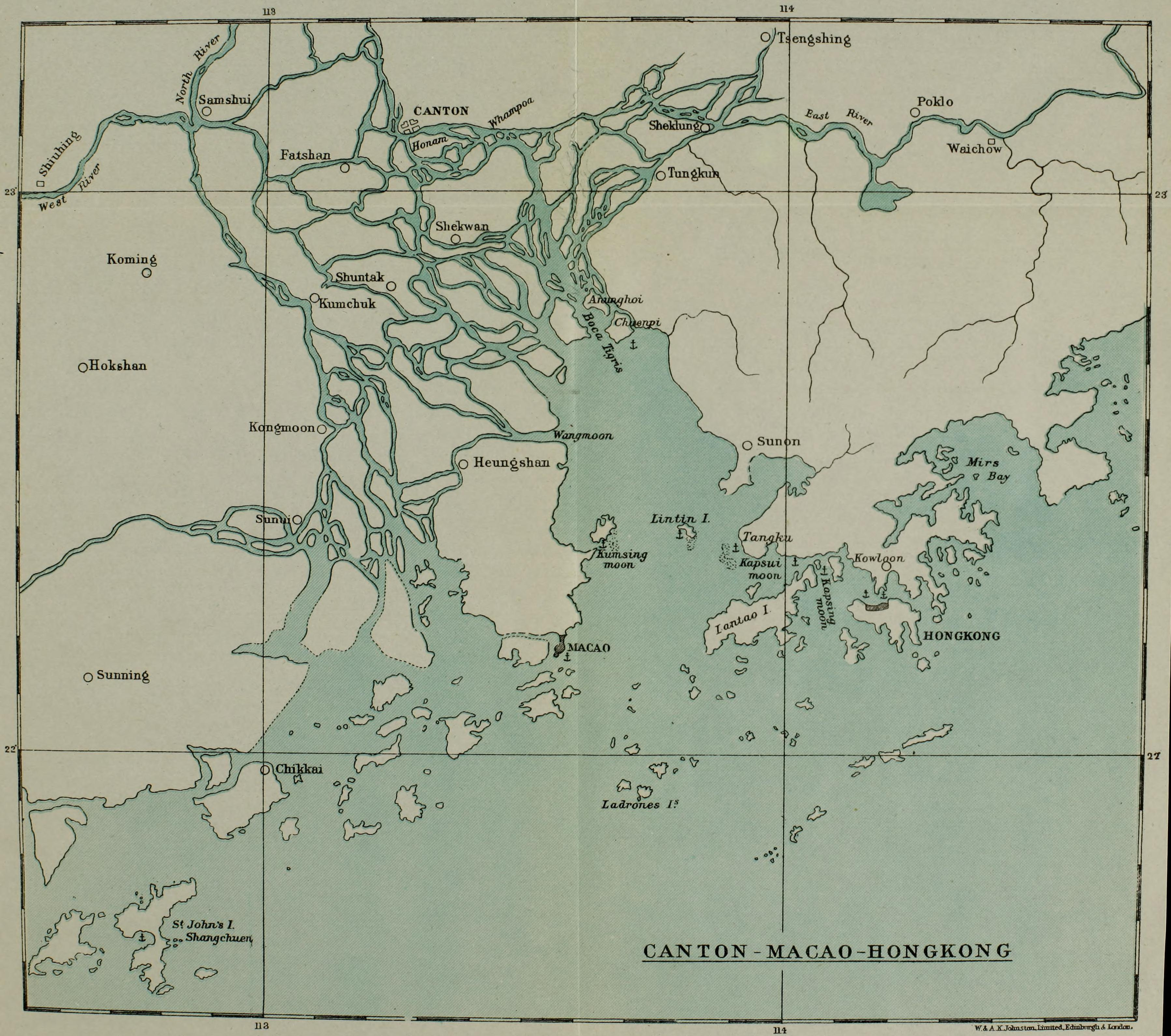
Mapa inglés del Delta del Río de las Perlas, donde el estrecho se denomina "Boca Tigris".

## Geografía
- Costa orienta: Humen Town en Dongguan.
- Costa occidental: el distrito de Nanshan de la ciudad de Cantón.
- Las islas de Hengdang (横档岛), o las islas Wangtong del norte y el sur, en el medio del estrecho.
- Puente de Humen del Río de las Perlas
- Varios fuertes de la dinastía Qing, incluyendo:
  - Weiyuan (威远炮台), junto a Humen Town
  - Shajiao (沙角炮台), en Humen Town
- Muelle de Nanshan (新南沙客运港), en el distrito de Nanshan, a 1,6 km (1 mi) al sur del puente de Humen.

## Puerto de Humen
El Puerto de Humen en Humen Town es el puerto de la ciudad industrial de Dongguan, y uno de los dos grandes centros logísticos del Estuario del Río de las Perlas. Se extiende a lo largo de la costa oriental del delta, desde el estrecho de la Bocca Tigris hasta el río Dongjiang. El puerto se divide en cinco sectorres
- Shatian (沙田港区): especializado en contenedores, productos químicos, logística de astilleros, industria costera y servicios comerciales integrales.
- Mayong (麻涌港区): especializado en cereales, aceite vegetal, carbón, materiales de construcción y carga a granel.
- Shajiao (沙角港区): se centra en el transporte de pasajeros, la navegación de recreo y el transporte costero y de cabotaje.
- Chang'an (长安港区): se centra en los atracaderos de aguas profundas a gran escala y en la industria marítima.
- Neihe (内河港区): se centra en los servicios tradicionales de transporte por agua para las industrias de Dongguan.

El puerto cuenta con 72 km² (27,8 mi²) de aguas territoriales, y una zona jurisdiccional de 32 km² (12,4 mi²). El principal canal de navegación tiene una profundidad de 13,5 m (44,3 pies), suficiente para navíos de 100,000 DWT. Originalmente, se lo conocía como el Puerto Taiping. Fue aprobado por el Consejo de Estado e inaugurado en 1983. Fue fusionado con el puerto de Shatian en junio de 1997 y rebautizado como Puerto del Humen.